# Eco-Zpeed 300

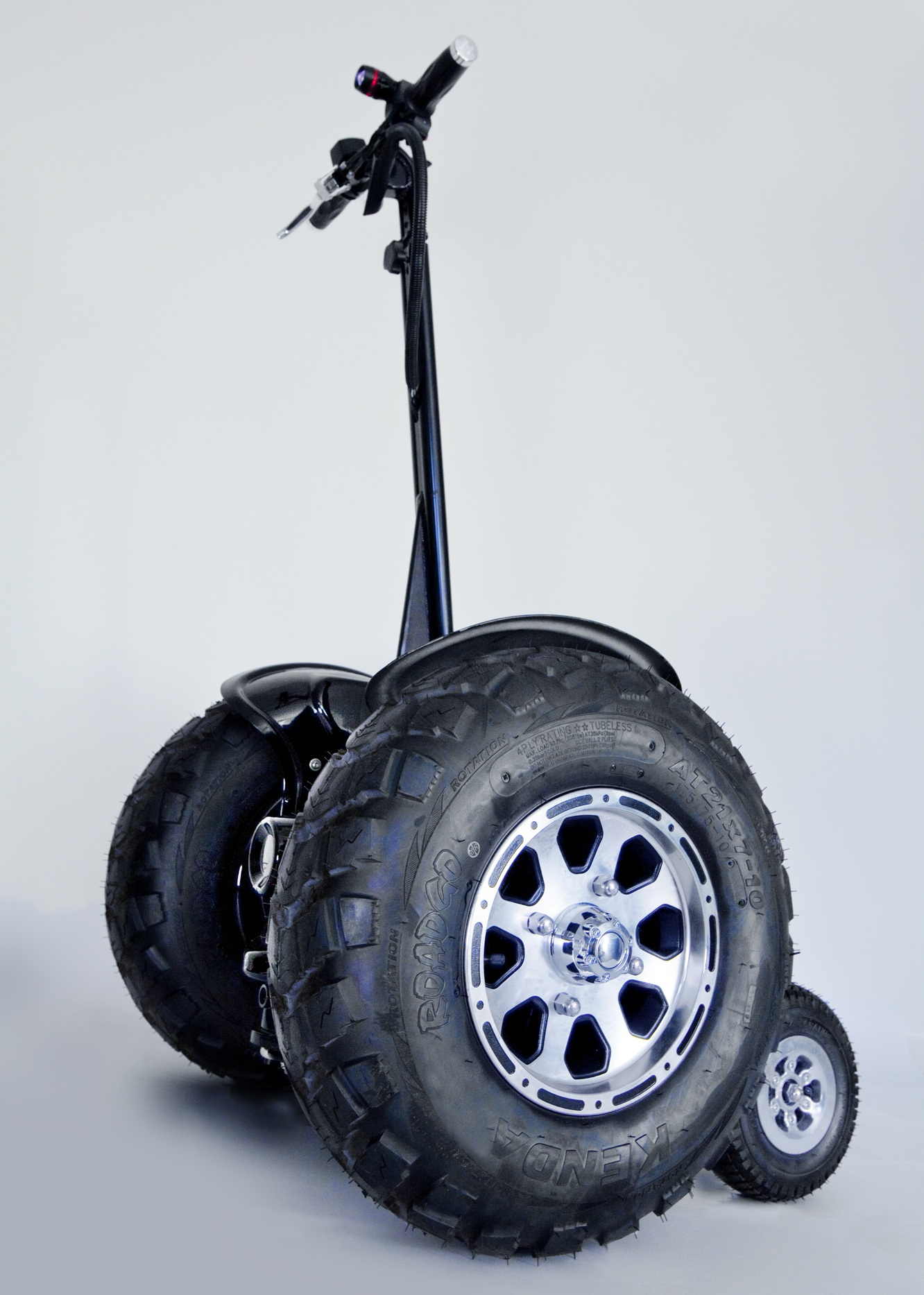
Eco-Zpeed från sidan.

Eco-Zpeed 300 är en Elektronisk Personlig Transportör (EPT) som är framtagen och utvecklad av Right Track AB i Sverige. Det första fordonet byggdes för att vara ett hjälpmedel till ett handikappat barn för att underlätta hennes transporter i vardagen.
Eco-Zpeed 300 är utrustad med fyra hjul, där de små däcken bak ansvarar för styrningen och de stora  kraftiga framdäcken möjliggör en hög frigång för att gå stadigt i tuff terräng.
En stor målgrupp för Eco-Zpeed sägs vara funktionshindrade personer som till exempel de som har drabbats av stroke eller de som har nedsatt funktion i benen. Många återförsäljare ute i Europa som använder den i turistnäringen, men den största målgruppen näringslivet, där den används som ett arbetsredskap för elektriker, snickare, lagerpersonal, väktare och mäklare.  Stadigheten i konstruktionen gör den mycket lämplig att fästa olika verktyg som används för att utföra arbeten i olika situationer.